# Liste der Baudenkmäler in Litzendorf
Auf dieser Seite sind die Baudenkmäler in der oberfränkischen Gemeinde Litzendorf zusammengestellt. Diese Tabelle ist eine Teilliste der Liste der Baudenkmäler in Bayern. Grundlage ist die Bayerische Denkmalliste, die auf Basis des Bayerischen Denkmalschutzgesetzes vom 1. Oktober 1973 erstmals erstellt wurde und seither durch das Bayerische Landesamt für Denkmalpflege geführt wird. Die folgenden Angaben ersetzen nicht die rechtsverbindliche Auskunft der Denkmalschutzbehörde.
 Diese Liste gibt den Fortschreibungsstand vom 8. Juli 2023 wieder und enthält 45 Baudenkmäler.

## Baudenkmäler nach Gemeindeteilen

### Litzendorf
| Lage                                      | Objekt                                 | Beschreibung | Akten-Nr.     | Bild                              |
| ----------------------------------------- | -------------------------------------- | --- | ------------- | --------------------------------- |
| Am Knock 6 (Standort)                     | Relief mit heiligem Wenzel             | Sandstein, Mitte 15. Jahrhundert | D-4-71-155-2  | Relief mit heiligem Wenzel        |
| Geisfelder Straße 8 (Standort)            | Wohnstallhaus                          | Massiver, zweigeschossiger Walmdachbau mit Ecklisenen und Gurtbändern, 17./18. Jahrhundert; Felsenkeller, wohl 18. Jahrhundert | D-4-71-155-3  | Wohnstallhaus                     |
| Hauptstraße 21 (Standort)                 | Bauernhaus                             | Zweigeschossiger Satteldachbau, Obergeschoss Fachwerk, Kniestock, bezeichnet „1844“ | D-4-71-155-4  | Bauernhaus                        |
| Hauptstraße 26 (Standort)                 | Ehemaliger Brauereigasthof Hummel      | Zweigeschossiger Walmdachbau mit Fachwerkobergeschoss, zweite Hälfte 18. Jahrhundert, Erdgeschoss verändert | D-4-71-155-44 | Ehemaliger Brauereigasthof Hummel |
| Hauptstraße 28 (Standort)                 | Marienfigur auf Wandkonsole            | Darüber Baldachin, Sandstein, um 1890 | D-4-71-155-42 | Marienfigur auf Wandkonsole       |
| Hauptstraße 36 (Standort)                 | Wohnhaus                               | Zweigeschossiger Walmdachbau mit Eckpilastern und Geschossgesimsen, verputzt, über dem Eingang bezeichnet „1849“ | D-4-71-155-5  | Wohnhaus                          |
| Hauptstraße 38 (Standort)                 | Wohnteil eines Bauernhauses            | Zweigeschossiger Walmdachbau, Erdgeschoss mit gequaderten Eckpilastern, verputzt, Obergeschoss Fachwerk, Mitte 18. Jahrhundert | D-4-71-155-6  | Wohnteil eines Bauernhauses       |
| Nähe Naisaer Straße (Standort)            | Kruzifix                               | Holz auf Sandsteinsockel, bezeichnet „1871“; Frankenstraße | D-4-71-155-33 | Kruzifix                          |
| Oberes Dorf 11 (Standort)                 | Gasthof Obere Mühle                    | Zweigeschossiger Sandsteinquaderbau, Gurtband, Obergeschoss mit Eckpilastern, teilweise verputzt, Mansardwalmdach, rückwärtiger Anbau mit Fachwerkobergeschoss und Satteldach, um 1780                                                                         | D-4-71-155-7  | Gasthof Obere Mühle               |
| Schimmelsgraben 2 (Standort)              | Pfarrhof                               | Zweigeschossiger Mansardwalmdachbau mit gequaderten Eckpilastern, Fensterbankgesimsen und Fensterschürzen, gequaderter, gebäudehoher Portalbogen mit Schweifgiebel, Freitreppe, neubarock, 1897/98                                                             | D-4-71-155-8  | weitere Bilder                    |
| Schimmelsgraben 3; Am Knock 10 (Standort) | Katholische Pfarrkirche St. Wenzeslaus | Barocke Saalkirche mit Satteldach, Sandstein, viergeschossiger Chorturm mit Spitzhelm 1467 von H. Brew, an den Westecken abgerundetes Langhaus 1715–18 von Johann Dientzenhofer, an der Südseite Reliefs, 1723, 1734, von Leonhard Gollwitzer; mit Ausstattung | D-4-71-155-1  | weitere Bilder                    |
| Schimmelsgraben 3; Am Knock 10 (Standort) | Kirchhofummauerung                     | Mitte 18. Jahrhundert | D-4-71-155-1  | Kirchhofummauerung                |
| Schimmelsgraben 3; Am Knock 10 (Standort) | Ehemaliges Beinhaus                    | Sandstein, Glockendach, 1735 von Simon Weber | D-4-71-155-1  | Ehemaliges Beinhaus               |

### Kunigundenruh
| Lage                                                                                                  | Objekt    | Beschreibung                                                           | Akten-Nr.     | Bild      |
| --- | --------- | ---------------------------------------------------------------------- | ------------- | --------- |
| Kunigundenruh 1, beim Forsthaus Kunigundenruh an der Straße zwischen Pödeldorf und Bamberg (Standort) | Festhalle | Offene, hölzerne Festhalle auf Terrasse, Walmdach mit Quergiebel, 1914 | D-4-71-155-43 | Festhalle |

### Lohndorf
| Lage                                                      | Objekt                                   | Beschreibung | Akten-Nr.               | Bild                          |
| --------------------------------------------------------- | ---------------------------------------- | --- | ----------------------- | ----------------------------- |
| Am Ellerbach 8 (Standort)                                 | Bauernhaus                               | Zweigeschossiger, giebelständiger Satteldachbau, Erdgeschoss massiv, Obergeschoss und Giebel Fachwerk, zweite Hälfte 17. Jahrhundert | D-4-71-155-9            | Bauernhaus                    |
| Am Ellerbach 9 (Standort)                                 | Bauernhaus                               | Eingeschossiger, giebelständiger Satteldachbau, Fachwerk verputzt, Fenstergewände im Erdgeschoss mit Segmentstürzen, Mitte 19. Jahrhundert | D-4-71-155-45           | Bauernhaus                    |
| Am Ellerbach 20 (Standort)                                | Ehemalige Mühle: Wohnhaus                | zweigeschossig mit Fachwerk, Halbwalmdach, zweite Hälfte 18. Jahrhundert, traufseitige Fassade massiv erneuert 1871 | D-4-71-155-10           | BW                            |
| Am Ellerbach 20 (Standort)                                | Ehemalige Mühle: Stallstadel             | Fachwerk, Satteldach, 18. Jahrhundert | D-4-71-155-10 zugehörig | BW                            |
| Am Ellerbach 20 (Standort)                                | Ehemalige Mühle: Keller                  | Außerhalb, am linken Eingang bezeichnet „1713“ | D-4-71-155-10 zugehörig | BW                            |
| Am Ellerbach 20 (Standort)                                | Bildhäuschen                             | Verputzter Massivbau, Satteldach auf Rückseite abgewalmt, bezeichnet „1752“ | D-4-71-155-47           | BW                            |
| Am Ellerbach 23 (Standort)                                | Bildstock                                | Ionische Säule auf Sockel, vierseitiger Aufsatz mit Bildtafeln und Muschelgiebeln, eisernes Doppelkreuz, bezeichnet „1686“ | D-4-71-155-11           | weitere Bilder                |
| Ellertalstraße 13 (Standort)                              | Bildstock                                | Ionische Sandsteinsäule, vierseitiger Aufsatz mit Muschelgiebeln, eisernes Doppelkreuz, bezeichnet „1675“ | D-4-71-155-12           | BW                            |
| Ellertalstraße 15 (Standort)                              | Ehemaliger Bildstock                     | Sandstein, ionisches Kapitell mit vierseitigem Aufsatz und Muschelgiebeln, Eisenkreuz, bezeichnet „1738“ | D-4-71-155-49           | BW                            |
| Ellertalstraße 15 (Standort)                              | Bauernhaus                               | Zweigeschossiger, traufständiger Satteldachbau in Ecklage, mit Werksteingliederung, im Kern 1752/53 (dendro.dat.), Fachwerkobergeschoss 1772 (dendro.dat.), im Dach bez. 1775, im 19. Jh. Giebelfassade massiv erneuert                                                                       | D-4-71-155-13           | BW                            |
| Ellertalstraße 22 (Standort)                              | Bauernhaus                               | Zweigeschossiger Satteldachbau, Obergeschoss Fachwerk, Ende 16./Anfang 17. Jahrhundert | D-4-71-155-14           | BW                            |
| Ellertalstraße 23 (Standort)                              | Bildstock                                | Ionische Sandsteinsäule mit Doppelkapitell, vierseitiger Aufsatz mit drei Bildtafeln und Muschelgiebel, bezeichnet „1702“ | D-4-71-155-19           | Bildstock                     |
| Ellertalstraße 24 (Standort)                              | Bauernhaus                               | Zweigeschossiger, giebelständiger Satteldachbau, Obergeschoss Fachwerk, erste Hälfte 18. Jahrhundert, Erdgeschoss verändert | D-4-71-155-15           | BW                            |
| Ellertalstraße 30; Kirchberg 2 (Standort)                 | Bauernhaus                               | Zweigeschossiger, giebelständiger Walmdachbau, massives Erdgeschoss verputzt und mit Wetterdächern, 1890 verändert, Fenster- und Türgewände mit Segmentstürzen, Obergeschoss Fachwerk, zweite Hälfte 18. Jahrhundert; Stadel, Sandsteinquadersockel, Fachwerk und Satteldach, 18. Jahrhundert | D-4-71-155-16           | Bauernhaus                    |
| Kirchberg 1 (Standort)                                    | Ehemaliger Pfarrhof: Wohnhaus            | zweigeschossiger, massiver Walmdachbau mit gequaderten Ecklisenen und Gurtband, verputzt, geohrte Gewände, 1657, 1864 restauriert | D-4-71-155-17           | Ehemaliger Pfarrhof: Wohnhaus |
| Kirchberg 1 (Standort)                                    | Ehemaliger Pfarrhof: Remise              | massiver, eingeschossiger Walmdachbau, 18. Jahrhundert | D-4-71-155-17 zugehörig | Ehemaliger Pfarrhof: Remise   |
| Kirchberg 1 (Standort)                                    | Ehemaliger Pfarrhof: Einfahrt            | Barocke Hofeinfahrt, zwei Sandsteinpfosten mit Kugelaufsätzen | D-4-71-155-17 zugehörig | BW                            |
| Kirchberg 1 (Standort)                                    | Ehemaliger Pfarrhof: Einfriedung         | Rest von Ummauerung, 18. Jahrhundert | D-4-71-155-17 zugehörig | BW                            |
| Kirchberg 3, rechts neben der Friedhofskapelle (Standort) | Heilig-Grab-Kapelle                      | Bildhaus, Sandsteinquaderbau mit Walmdach, Nische mit Grablegungsgruppe seitlich von Pilastern gefasst, 1736 | D-4-71-155-22           | BW                            |
| Kirchberg 3, links neben der Friedhofskapelle (Standort)  | Ölberg-Kapelle                           | Bildhaus, Sandsteinquaderbau mit Walmdach, Nische seitlich von Pilastern gefasst, 1713 von Georg Geizer, Ölberggruppe von Leonhard Gollwitzer | D-4-71-155-21           | BW                            |
| Kirchberg 3 (Standort)                                    | Katholische Friedhofskapelle St. Andreas | Sandsteinquaderbau mit Satteldach, Chor dreiseitig geschlossen, verschieferter Dachreiter mit Zwiebelhaube über Portal, barock, 1733/34 von Simon Weber; mit Ausstattung | D-4-71-155-20           | weitere Bilder                |
| Kirchberg 3 (Standort)                                    | Katholische Pfarrkirche Mariä Geburt     | Sandsteinquaderbau, Saalkirche mit Satteldach, mit Streben besetzter Chorturm mit Spitzhelm 15. Jahrhundert und bezeichnet „1589“, mit Streben besetztes Langhaus Umbau 1660, bezeichnet „1675“ und neugotisch 1865/66; mit Ausstattung                                                       | D-4-71-155-18           | weitere Bilder                |
| Kirchberg 5 (Standort)                                    | Alte Schule                              | Massiver, eingeschossiger Mansardwalmdachbau, verputzt, gequaderte Eckpilaster, Mitte 18. Jahrhundert | D-4-71-155-23           | Alte Schule                   |
| Lohntalstraße 2 a; Lohntalstraße 2 (Standort)             | Bauernhaus                               | Zweigeschossiger Fachwerkbau mit Walmdachbau, Anfang 18. Jahrhundert; Stadel, Fachwerk, Satteldach, 18. Jahrhundert | D-4-71-155-24           | Bauernhaus                    |

### Melkendorf
| Lage                                   | Objekt                        | Beschreibung | Akten-Nr.     | Bild |
| -------------------------------------- | ----------------------------- | --- | ------------- | ---- |
| Lindacher Straße 2 (Standort)          | Bauernhaus                    | Giebelständiger Frackdachbau, Erdgeschoss massiv und verputzt, Fachwerk, zweite Hälfte 18./Mitte 19. Jahrhundert    | D-4-71-155-26 | BW   |
| Lindacher Straße 5 (Standort)          | Bauernhaus                    | Erdgeschoss massiv und verputzt, Frackdach mit Fachwerkgiebel, um 1800                                              | D-4-71-155-27 | BW   |
| Melkendorfer Hauptstraße 20 (Standort) | Schule                        | Zweigeschossiger, giebelständiger Massivbau, Satteldach auf der Rückseite abgewalmt, um 1912                        | D-4-71-155-29 | BW   |
| Melkendorfer Hauptstraße 20 (Standort) | Katholische Kirche St. Joseph | Saalbau mit Walmdach, Chor dreiseitig geschlossen, Dachreiter über dem Chor mit Zwiebelhaube, 1922; mit Ausstattung | D-4-71-155-28 | BW   |

### Naisa
| Lage                                          | Objekt    | Beschreibung | Akten-Nr.     | Bild           |
| --------------------------------------------- | --------- | --- | ------------- | -------------- |
| Frankenstraße (Standort)                      | Bildstock | Vierkantstele, zum Teil erneuert, vierseitiger Aufsatz mit Reliefdarstellungen und Zeltdach, Steinkreuz, bezeichnet „1350“ und „1616“ | D-4-71-155-34 | weitere Bilder |
| Frankenstraße, Nähe Naisaer Straße (Standort) | Bildstock | Ionische Sandsteinsäule mit vierseitigem Aufsatz und Muschelgiebeln, Eisenkreuz, bezeichnet „1703“                                    | D-4-71-155-31 | BW             |
| Frankenstraße Nähe Naisaer Straße (Standort)  | Bildstock | Ionische Säule mit vierseitigem Aufsatz, Eisenkreuz, bezeichnet „1742“                                                                | D-4-71-155-32 | BW             |

### Pödeldorf
| Lage                            | Objekt     | Beschreibung | Akten-Nr.     | Bild       |
| ------------------------------- | ---------- | --- | ------------- | ---------- |
| Hollfelder Straße 10 (Standort) | Bauernhaus | Zweigeschossiger Satteldachbau, Erdgeschoss massiv und verputzt, Obergeschoss Fachwerk, erstes Drittel 18. Jahrhundert | D-4-71-155-35 | Bauernhaus |

### Schammelsdorf
| Lage                            | Objekt                       | Beschreibung | Akten-Nr.               | Bild                         |
| ------------------------------- | ---------------------------- | --- | ----------------------- | ---------------------------- |
| Nähe Lindenweg (Standort)       | Bildhäuschen                 | Sandstein gemauert, Altarsockel mit Nischenaufsatz, 18. Jahrhundert                                                     | D-4-71-155-38           | Bildhäuschen                 |
| Pödeldorfer Straße 4 (Standort) | Ehemaliges Gasthaus Knoblach | Zweigeschossiger, giebelständiger Satteldachbau, Obergeschoss Fachwerk, im Kern erste Hälfte 18. Jahrhundert, verändert | D-4-71-155-37           | Ehemaliges Gasthaus Knoblach |
| Pödeldorfer Straße 4 (Standort) | Fachwerkstadel               | Mit Halbwalmdach, zweite Hälfte 18. Jahrhundert                                                                         | D-4-71-155-37 zugehörig | BW                           |
| Pödeldorfer Straße 4 (Standort) | Kegelbahn                    | Holzkonstruktion, Satteldach                                                                                            | D-4-71-155-37 zugehörig | BW                           |

### Tiefenellern
| Lage                          | Objekt                                    | Beschreibung | Akten-Nr.               | Bild               |
| ----------------------------- | ----------------------------------------- | --- | ----------------------- | ------------------ |
| Ellerbergstraße 19 (Standort) | Katholische Kapelle                       | Neugotischer Sandsteinquaderbau, Saalbau mit Satteldach, Chor dreiseitig geschlossen, Sakristeianbau, Fassadenturm mit Spitzhelm, 1865; mit Ausstattung | D-4-71-155-39           | weitere Bilder     |
| Ellerbergstraße 20 (Standort) | Dreiseithof: Wohnstallhaus                | zweigeschossiger, giebelständiger Satteldachbau, massiv und verputzt                                                                                    | D-4-71-155-46           | weitere Bilder     |
| Ellerbergstraße 20 (Standort) | Dreiseithof: Stadel                       | im Obergeschoss Fachwerk, Satteldach | D-4-71-155-46 zugehörig | weitere Bilder     |
| Ellerbergstraße 20 (Standort) | Dreiseithof: Werkstatt- und Mühlengebäude | massiv, Satteldach; erste Hälfte 19. Jahrhundert | D-4-71-155-46 zugehörig | weitere Bilder     |
| Flußwiesen (Standort)         | Wegkapelle                                | Schlichter Bau mit Satteldach und geradem Schluss, verputzt, zweite Hälfte 18. Jahrhundert                                                              | D-4-71-155-41           | BW                 |
| In der Ecke 2 (Standort)      | Ehemalige Schmiede                        | Zweigeschossig, Obergeschoss Fachwerk, Walmdach, zweite Hälfte 18. Jahrhundert                                                                          | D-4-71-155-40           | Ehemalige Schmiede |
| In der Ecke 4 (Standort)      | Kleintierstall                            | Mit Frackdach, 19. Jahrhundert | D-4-71-155-48           | BW                 |

## Ehemalige Baudenkmäler
In diesem Abschnitt sind Objekte aufgeführt, die früher einmal in der Denkmalliste eingetragen waren, jetzt aber nicht mehr. Objekte, die in anderem Zusammenhang also z. B. als Teil eines Baudenkmals weiter eingetragen sind, sollen hier nicht aufgeführt werden. Aktennummern in diesem Abschnitt sind ehemalige, jetzt nicht mehr gültige Aktennummern.

| Lage                                        | Objekt     | Beschreibung                                                                                           | Akten-Nr.     | Bild   |
| ------------------------------------------- | ---------- | --- | ------------- | ------ |
| Melkendorf                                  | Wegkapelle | Bezeichnet „1901“                                                                                      | D-4-71-155-30 | BW     |
| Pödeldorf Memmelsdorfer Straße 1 (Standort) | Stadel     | Sandsteinquader und Bruchstein, im Kern 16. Jahrhundert, Fachwerkaufbau mit Satteldach 19. Jahrhundert | D-4-71-155-36 | Stadel |